# Drăgulești
Drăgulești – wieś w Rumunii, w okręgu Vâlcea, w gminie Dănicei. W 2011 roku liczyła 151 mieszkańców.